# Нестан-Дареджан Кахетинська
Нестан-Дареджан (груз. ნესტან-დარეჯანი; нар. 1556 — пом. 1612) — цариця-консорт Картлі, царства в східній Грузії, як дружина царя Симона I, з яким вона вступила в шлюб у 1559 році.
Нестан-Дареджан була донькою Левана, царя Кахетії, і зведеною сестрою його наступника на кахетинському престолі, Олександра II. Її чоловік близько 50 років вів боротьбу з сефевидським Іраном та Османською імперією, двічі втрачаючи трон і особисту свободу. Нестан-Дареджан страждала ще більше, будучи приниженою своїм зведеним братом, царем Кахетії, який скористався труднощами Симона I, щоб напасти і розграбувати Картлі. Після того як у 1569 році Симона I відправили бранцем до Ірану, володіння Нестан-Дареджан були розграбовані князем Бардзимом Амілахорі, тестем Олександра.
У 1580 році, після повернення Симона I до Картлі і його поразки від Олександра II при Дігомі, останній забрав після битви спіднє своєї зведеної сестри на вістрі списа. Нестан-Дареджан пережила свого чоловіка і померла незабаром після 1612 року. У шлюбі з Симоном Нестан-Дареджан було шестеро дітей, в тому числі спадкоємець картлійського престолу Георгій X.

## Шлюб
Нестан-Дареджан народилася від другого шлюбу Левана, царя Кахеті, з дочкою шамхала Тарки. З нею цар одружився в 1529 році після розлучення зі своєю першою дружиною Тінатін Гуріелі. Нестан-Дареджан одружилася із Симоном I Картлійським у 1559 році. Цей союз був одним із перших міждинастичних шлюбів між картлійською та кахетинською гілками династії Багратіонів, що панували над двома сепаратистськими частинами колись єдиного Грузинського царства. Після цього союзу було укладено пакт між двома монархіями, однією з цілей якого було вигнання іранського гарнізону з Тбілісі, столиці Картлі. Леван, зрештою, відступив, але дозволив своєму синові і спадкоємцеві, царевичу Георгію, приєднатися до армії Симона. Грузини програли у такому протистоянні, а Георгія убили під час однієї з битв.

## Переслідування
Після того, як іранська армія захопила Симона під час битви та ув'язнила в Аламуті в 1569 році, цариця Нестан-Дареджан опинилася у ворожому оточенні, в Картлі. Головною загрозою для її безпеки був її зведений брат Олександр II, знедоленого сина Левана. Після смерті батька він став царем Кахетії, розгромивши і убивши своїх зведених братів. Потрапивши в немилість до ставленика Сефевідів Дауд-хана, який прийняв іслам, цариця стала об'єктом утисків з боку князя Бардзима Амілахорі, тестя Олександра II. Разом з князем Ксанським вони здійснювали набіги і повністю пограбував її вотчину.

## Повернення до влади
Вторгнення Османської армії на грузинські землі на чолі з Лалою Мустафою-пашою і швидкий крах влади Дауд-хана в 1578 році змусили іранців звільнити Симона I як єдиного правителя, здатного чинити опір османському наступу. Повернувшись на батьківщину, Симон I наказав заарештувати своїх внутрішніх ворогів, включно з князем Амілахорі. Князь Ксанський та Амілахорі благали зберегти життя і звернулися до Нестан-Дареджан, яка умовила свого чоловіка пробачити їх, забравши, натомість, їх власність, а також Ахалгорі і Меджуду у князя Каспі і Карби у Амілахорі.

## Останні роки
Неприязнь Олександра II, царя Кахеті, до Симона I лише збільшувалась через його ненависть до зведеної сестри. У 1580 році Симона I, який перебував без військ в Дігомі, зненацька атакувала кахетинська армія. Життя йому врятувати вдалось лише завдяки втечі. Олександр II не зміг захопити Симона I, але зумів, за словами автора грузинської хроніки, збезчестити Нестан Дареджан і, «як розбійник» поїхати, високо піднявши на спис спіднє своєї зведеної сестри. Симон I поклявся помститися і напав на військо Олександра II в Хоторі, розгромивши кахетинців і змусив Олександра II тікати.
Після багатьох років важких боїв багате подіями правління Симона I закінчилося в 1600 році, коли він був захоплений османською армією. В ув'язненні він перебував у Константинополь. Престол перейшов до сина Георгія X. Нестан-Дареджан пережила і свого сина, померлого в 1606 році, і чоловіка, який помер у полоні в 1611 році. Його останки були привезені грузинським купцем Діаквнішвілі з Константинополя до Нестан-Дареджан і поховані в кафедральному соборі Мцхети. Про подальше життя Нестан-Дареджан нічого не відомо. Вона дожила до сходження на престол свого юного онука Луарсаба II, згодом канонізованого Грузинською православною церквою, і померла після 1612 року.

## Діти
У Симона I і Нестан-Дареджан було шестеро дітей: чотири сини і дві дочки:
- Царевич Георгій (бл. 1560-1606), цар Картлі під ім'ям Георгія X;
- Царевич Луарсаб (бл. 1561-1589), захоплений заручником в Ірані в 1582 році;
- Царевич Олександр (бл. 1561-1589);
- Царевич Вахтанг (бл. 1600), тимчасовий намісник Ахалдабы і Дирби. У нього був син Луарсаб (помер у 1650 році), усиновлений царем Картлі Ростомом у 1639 році;
- Царівна Олена (бл. 1583-1609), що була замужем за атабагом Самцхе Манучаром II Джакелі;
- Царівна Фахриджан-бегум (бл. 1582), що була замужем за царевичем Хамза-Мірзою, сином шаха Тахмаспа I або Мухаммада Худабенде.